# Aulhat-Saint-Privat
Aulhat-Saint-Privat foi uma comuna francesa na região administrativa de Auvérnia-Ródano-Alpes, no departamento Puy-de-Dôme. Estendia-se por uma área de 8,47 km². Em 2010 a comuna tinha 381 habitantes (densidade: 45 hab./km²).
Em 1 de janeiro de 2016, passou a formar parte da nova comuna de Aulhat-Flat.